# Тавассуль
Тава́ссуль (араб. توسل‎) — религиозная практика, в которой мусульманин ищет близости к Аллаху. Точное определение и метод тавассуля является предметом споров внутри исламских течений.

## Определение
Тавассуль, в самом широком смысле, означает использование какой-либо причины или какого-либо средства, для достижения определённой цели. Таким образом под тавассулем подразумевается стремление приблизиться к желаемому. Ибн аль-Асир сказал: «„василь“ означает „желающий“, а „василя“ — „близость“, „посредничество“, „то, благодаря чему можно приблизиться к желаемому“. Множественная форма этого слова „васаиль“». Аль-Файрузабади сказал: «Глагол „вассаля“ в сочетании с именем Аллаха означает „совершить поступок, приближающий к Нему“». Ибн Фарис сказал: «„василя“ означает „желание“, „стремление“, а глагол „вассаля“ — „желать“. „Василь“ означает „стремящийся к Всемогущему и Великому Аллаху“».

## Тавассуль в Коране и Сунне
Практика совершения тавассуля началась во времена пророка Мухаммада. В качестве доказательства дозволенности тавассуля также указывают на некоторые аяты Корана, в которых говорится о «приближении». Слово «василя» упоминается в двух аятах Корана: «О те, которые уверовали! Бойтесь Аллаха, ищите близости к Нему и сражайтесь на Его пути, — быть может, вы преуспеете»; «Те, к кому они взывают с мольбой, сами ищут близости к своему Господу, пытаясь опередить других. Они надеются на Его милость и страшатся мучений от Него. Воистину, мучений от твоего Господа надлежит остерегаться».
В одном из хадисов пророка Мухаммада сообщается, что словом «василя» называется самое высокое место в Раю: «Если вы услышите призыв муэдзина, то повторяйте то, что он говорит, а затем помолитесь за моё благословение, ибо того, кто помолится за мое благословение один раз, Аллах благословит десять раз. Потом попросите Аллаха одарить меня „василей“. Так называется место в Раю, которое полагается всего одному из рабов, и я надеюсь, что им буду я. И кто попросит для меня „василю“, тот будет удостоен заступничества».
В качестве дозволенности искания близости посредством праведных дел приводится хадис о трёх юношах, запертых в пещере. Ибн Умар передал следующие слова пророка Мухаммада о том, как трое людей отправились в путь и шли до тех пор, пока не остановились на ночлег в какой-то пещере, но, когда они вошли туда, с горы сорвался огромный камень и наглухо закрыл для них выход из неё. Тогда они сказали друг другу: «Поистине, от этого камня вас может спасти только обращение к Аллаху с мольбой (об избавлении) за ваши благие дела!» Один из них сказал: «О Аллах, у меня были старые родители, и по вечерам я никогда не поил молоком ни домочадцев, ни рабов до них. Однажды поиски деревьев увели меня далеко от дома, а когда я вернулся, они уже спали. Я надоил для них молока; узнав же о том, что они заснули, не пожелал ни будить их, ни поить молоком домочадцев и рабов до них, а до самого рассвета ждал с кубком в руке их пробуждения. А потом мои родители проснулись и выпили своё вечернее питьё. О Аллах, если я сделал это, стремясь к Лику Твоему, то избавь нас от того положения, в котором мы оказались из-за этого камня!» И после этого камень сдвинулся с места, открыв проход, но не настолько, чтобы они могли выбраться оттуда.
Другой сказал: «О Аллах, поистине, у моего дяди была дочь, которую я любил больше кого бы то ни было из людей и желал её, но она противилась мне. Так продолжалось до тех пор, пока не выдался засушливый год. Оказавшись в трудном положении, она пришла ко мне, а я дал ей сто двадцать динаров, чтобы она позволила мне распоряжаться собой, и она пошла на это, когда же я получил возможность овладеть ею, она сказала: „Непозволительно тебе ломать эту печать иначе как по праву!“ И тогда я посчитал, что совершу грех, если овладею ею, и покинул её, несмотря на то что любил её больше всех, оставив то золото, которое я ей дал. О Аллах, если я сделал это, стремясь к лику Твоему, то избавь нас от того положения, в котором мы оказались!» И после этого камень опять сдвинулся с места, но проход был всё ещё недостаточно широк, чтобы они могли выбраться оттуда.
Третий сказал: «О Аллах, поистине, однажды я нанял работников и заплатил всем им, кроме одного человека, который оставил то, что ему причиталось, и ушёл, я же использовал его деньги и приумножил их. А через некоторое время он явился ко мне и сказал: „О раб Аллаха, отдай мне мою плату“. Тогда я сказал ему: „Платой твоей являются все эти верблюды, коровы, овцы и рабы, которых ты видишь“. Он сказал: „О раб Аллаха, не насмехайся надо мной!“ Я сказал: „Поистине, я не насмехаюсь над тобой!“ − и он забрал всё это и угнал, ничего не оставив. О Аллах, если я сделал это, стремясь к лику Твоему, то избавь нас от того положения, в котором мы оказались!» − и после этого камень сдвинулся настолько, что они смогли выбраться наружу и уйти.
В качестве доказательства дозволенности искания близости посредством пророков и праведников приводится «хадис о слепом». Этот хадис приводит ат-Табарани в своих сборниках «Муджаму Кабир» и «Мужаму Сагир»: «Однажды к Пророку (ﷺ) пришёл слепой мужчина и сказал: „Обратись с мольбой к Аллаху, чтобы Он исцелил меня“. Пророк (ﷺ) сказал: „Если хочешь, я обращусь к Нему с мольбой за тебя, но если ты пожелаешь проявить терпение, то так будет лучше для тебя“. Слепой сказал: „У меня нет поводыря, и это сложно для меня“. И тогда Пророк (ﷺ) повелел ему тщательно совершить омовение и обратиться к Аллаху с такой мольбой: „О Аллах, я молю тебя и обращаюсь к тебе посредством Пророка Мухаммада, пророка милости. О Мухаммад, я обращаюсь посредством тебя к Аллаху, чтобы Он исполнил мою нужду“, после чего необходимо высказать свою нужду. Сподвижник Усман ибн Хунайф, который находился вместе с Пророком (ﷺ) в мечети, сказал: „Клянусь Аллахом, мы не успели разойтись и разговор наш не очень продлился, как зашёл уже зрячим, как будто и не был слепым“. Аллах вернул ему зрение из-за благодати тавассуля посредством Пророка (ﷺ)».
В хадисе Анаса бин Малика сообщается о том, что Умар ибн аль-Хаттаб, когда начиналась засуха, просил аль-Аббаса ибн Абду-ль-Мутталиба помолиться о ниспослании дождя и говорил: «О Боже, раньше мы искали близости к Тебе посредством нашего Пророка (ﷺ) и Ты ниспосылал нам дождь. Теперь мы ищем близости к Тебе посредством дяди нашего Пророка (ﷺ). Напои же нас!» И дождь действительно полил.

## Виды тавассуля
Существует несколько видов тавассуля:
- Тавассуль посредством Прекрасных имён Аллаха,
- Тавассуль посредством своих праведных дел,
- Тавассуль посредством живых пророков и праведников,
- Тавассуль посредством мёртвых пророков и праведников[15](истигаса).

Относительно дозволенности первых трёх видов тавассуля отсутствуют разногласия среди исламских течений. Комитет по фетвам Марокко считает тавассуль допустимым и похвальным действием. Сирийские богословы Салих ан-Наман, Сухайль аз-Забиби и Мустафа аш-Шати издали фетву в поддержку тавассуля.
Относительно тавассуля посредством мёртвых пророков и праведников имеется некоторое разногласие. О дозволенности такого вида тавассуля говорят большинство правоведов четырёх суннитских мазхабов, суфии и шииты-имамиты. Шиитские богословы разрешают совершать тавассуль через пророка Мухаммеда, членов его семьи и «святых» (авлия).
Согласно Кувейтской энциклопедии фикха, большинство правоведов маликитов, шафиитов, ханбалитов и поздних поколений ханафитов также считают дозволенным тавассуль посредством мёртвых. Ибн Таймия сообщил, что тавассуль практиковался первыми поколениями мусульман (саляфами), а тавассуль в мольбе посредством пророка Мухаммада передан от Ахмада ибн Ханбаля в книге аль-Мансак. Салафиты (ваххабиты) считают тавассуль через мёртвых незаконным. Постоянный комитет по фетвам Саудовской Аравии посчитал, что тавассуль через умерших является «нововведением, и средством, которое ведёт к ширку (многобожию)».